# José María Montoto López-Vigil
José María Montoto López Vigil (Santa Eulalia de Cabranes, Asturias, 28 de abril de 1818-Sevilla, 18 de marzo de 1886) fue un jurisconsulto, abogado y escritor que vivió en Sevilla en el siglo XIX.

## Biografía
Nacido en Asturias, se trasladó a vivir a Sevilla siendo pequeño, al morir su padre, Pedro Montoto Blanco. En Sevilla vivió con su y madre, Josefa López-Vigil Pando, sus hermanos y su tío, el canónigo don Luis López-Vigil y Pando. Estudió Derecho en la Universidad de Sevilla, licenciándose el 23 de julio de 1841. Se especializó y se le consideró una autoridad en investigación histórica y jurídica.
Además de varios trabajos en opúsculos sobre materias de Derecho, su obra más conocida es Historia de don Pedro I de Castilla, que obtuvo muy buena crítica.
Políticamente, simpatizaba con el carlismo. Fundó el periódico "El Desengaño" en 1870, el cual tuvo una vida breve. 
Utilizó el pseudónimo de Osén Hoja Timorato. 
Se casó con María de los Ángeles Rautenstrauch y Giovanelli (1824-1854), con la que tuvo tres hijos, María Teresa (1849-1905), Luis (1851-1929) y Carlos (1853-?), antes de que su esposa muriese de cólera. 
Está enterrado en la iglesia de San Bartolomé.